# Diego Kostner
Diego Kostner (Bressanone, 5 agosto 1992) è un hockeista su ghiaccio italiano, milita come attaccante nell'HC Ambrì-Piotta, squadra della National League, e nella Nazionale italiana.

## Carriera

### Club
Formatosi nelle giovanili dell'HC Gherdëina, squadra in cui aveva a lungo giocato ed allenato anche il padre Thomas, Diego Kostner iniziò a militare dal 2007 nelle giovanili del Pikes Oberthurgau, formazione giovanile del Canton Turgovia; dopo due stagioni fu scelto dal settore giovanile dell'HC Lugano per militare nella formazione degli Juniores Elite. Al termine della stagione 2010-2011 Kostner ottenne il diritto di militare nella Lega Nazionale A come giocatore di licenza svizzera, grazie alle quattro stagioni già trascorse in squadre svizzere, prima di essere inserito nella prima squadra dell'HC Lugano.
Nella stagione 2011-2012 Kostner esordì con la prima squadra, meritando già nel mese di settembre il rinnovo del contratto fino al 2013. Concluse la stagione con 35 apparizioni e 4 punti totali. Nel gennaio del 2013 il suo contratto fu ulteriormente prolungato fino al 2016.
Nel febbraio 2016 l'HC Ambrì-Piotta annunciò sul proprio sito di aver sottoscritto con Kostner un contratto biennale a partire dalla stagione 2016-2017. Nell'incontro giocato contro il Kloten Flyers nell'ottobre del 2016, ha messo a segno la rete numero 9000 nella storia del club leventinese.

### Nazionale
Fra il 2009 ed il 2010 Kostner prese parte ai mondiali U-18 con la Nazionale italiana, conquistando un titolo di Seconda Divisione. Nel dicembre del 2010 fu invece convocato per i mondiali U-20 di Prima Divisione.
Nel 2013 prese parte, con la Nazionale maggiore, al mondiale di Prima Divisione disputatosi in Ungheria. L'anno successivo partecipò al campionato mondiale disputatosi in Bielorussia, risultando uno dei migliori azzurri della competizione. Nel 2015 prese parte al mondiale di Prima Divisione disputatosi in Polonia, iniziando a ricoprire il ruolo di capitano alternativo. Nel febbraio 2016 vinse con il Blue Team il torneo preolimpico disputatosi a Cortina d'Ampezzo. Nella primavera dello stesso anno partecipò al mondiale di Prima Divisione disputatosi in Polonia, in cui l'Italia riuscì a guadagnarsi la promozione in Top Division.

## Palmarès

### Nazionale
- Campionato mondiale di hockey su ghiaccio Under-18 - Seconda Divisione: 1

Estonia 2010

### Club
Ambrì-Piotta: Coppa Spengler 2022

### Individuale
- Top 3 Player on Team del Campionato mondiale di hockey su ghiaccio: 1

Bielorussia 2014
- Top Player on Team del Campionato mondiale di hockey su ghiaccio - Prima Divisione Gruppo A: 1

Romania 2025